# 雙喜輪胎
雙喜輪胎有限公司，簡稱雙喜輪胎，在1958年由當時山西省太原市政府批准設立，當時名為「太原輪胎廠」，現時由中國化工橡膠總公司（中國化工集團公司旗下）全資擁有，而前身為「中車雙喜輪胎有限公司」。
現時業務在中國內地經營生產及銷售全钢子午胎（有内胎和无内胎）产品，而主要品牌為「雙喜」和「倍速」。
總部位於山西省太原市清徐县凤仪街9号，而董事長和總裁為曹朝陽。

## 連結
- Cadhtyre.com.cn （页面存档备份，存于）